# Andreas Brandrud
Andreas Brandrud (26. februar 1868 i Søndre Fron - 14. juni 1957 i Bærum) var en norsk kirkehistoriker.
Brandrud blev student 1886 og cand. theol. 1892. Han var fra 1896 ansat som assistent i Rigsarkivet, indtil han december 1897 udnævntes til professor i teologi med særlig forpligtelse til at foredrage kirke- og dogmehistorie. Brandrud har specielt beskæftiget sig med studiet af norsk kirkehistorie (Klosterlasse, et Bidrag til den jesuitiske Propaganda i Norden 1895; Stavanger Domkapitels Protokol 1571—1630 1897—1901). 1913 begyndte hans værk Den kristne kirkes historie at udkomme. 1907—13 var han medredaktør af "Norsk Kirkeblad". Brandrud fuldførte 1915 Den kristne kirkes historie og skrev for øvrigt blandt andet Teologien ved det kgl. Frederiks universitet 1811—1911 (i universitetets jubilæumsskrift 1911) samt en studie over biskop Jens Nilssøn af Oslo (i universitetets program ved reformationsjubilæet 1917).